# Loi du 2 décembre 1945 relative à la nationalisation de la Banque de France et des grandes banques et à l'organisation du crédit
La loi du 2 décembre 1945 relative à la nationalisation de la Banque de France et des grandes banques et à l'organisation du crédit est une  loi dont l'objet est la réorganisation du système bancaire et du système financier français.

## Contexte
La Libération permet au nouveau gouvernement en place, le Gouvernement provisoire de la République française, d'acter plusieurs réformes politiques, sociales et économiques. La volonté réformiste de ce gouvernement provisoire est inspirée du programme du Conseil national de la Résistance, qui veut rénover les institutions et l'économie française en la rendant plus forte. 
Est ainsi préparé un texte de loi qui remplisse trois objectifs : réformer le statut de la Banque de France, car le Front populaire avait raffermi le contrôle de l’État sur elle sans la nationaliser ; nationaliser les grandes banques afin de faciliter le financement de la reprise économique ; réorganiser le système bancaire afin de le rendre plus sûr. La loi est justifiée par la volonté de redresser le commerce extérieur de la France. Le gouverneur de la Banque de France, Emmanuel Monick, craint pour l'indépendance de la banque et pour sa capacité à contrôler le secteur bancaire, et cherche sans succès à faire échouer le plan de nationalisation.

## Contenu
La loi a 22 articles. Dans un premier temps, elle nationalise la Banque de France à compter du 1er janvier 1946, et lui donne l'exclusivité de l'impression de la monnaie. Tous les actions de la banque centrale sont transférées à l’État (art. 1).
Trois catégories de banques sont créées afin de limiter les risques de contagion bancaire. La loi énumère les nouvelles catégories de banques : les banques de dépôts ; les banques d'affaires ; les banques de crédit à long terme et à moyen terme (art. 4).
Afin d'éviter tout risque de panique bancaire, les banques de dépôt, qui collectent l'épargne des Français, n'ont plus le droit de « détenir des participations [dans des entreprises] pour un montant dépassant 20% du capital dans les entreprises autres que des banques » (art. 5).
Quatre grandes banques françaises sont également nationalisées : le Crédit lyonnais, la Société générale, le Comptoir national d'escompte de Paris, la Banque nationale pour le commerce et l'industrie (art. 6). Toutes leurs actions et propriétés sont transférées à l’État (art. 7 et 8).
Ces banques sont dirigées par un conseil d'administration composé de huit administrateurs : quatre désignés par les grandes organisations syndicales et quatre nommés par le ministre des Finances (art. 9).

## Postérité
La loi du 2 décembre 1945, de manière similaire au système bancaire en vigueur aux Etats-Unis régi par le Glass-Steagall Act, qui fut voté le 27 février 1932, entérine la spécialisation des banques afin d'éviter le modèle de banque universelle, considéré comme propice aux excès financiers et comme plus risqué pour le système financier. Elle participe de l'intervention de l’État dans l'économie tout au long des Trente Glorieuses.
Ce système est toutefois progressivement remis en cause à partir des années 1960. Le rapport Lorrain en 1963, par exemple, considère que l'économie française est bridée par « une insuffisance d'investissements liée à une inadéquation des modes de financement offerts par les banques, mettant en avant les handicaps du cloisonnement et la faible mobilisation comme l'insuffisante affectation des cricuits de l'épargne ». En effet, la captation par la puissance publique de l'épargne via le circuit du Trésor conduit à un « effet d'éviction des valeurs publiques sur le marché des emprunts est d'autant plus fort que l'État propose des produits avantageux fiscalement ». Un autre problème majeur est que les banques qui ont la capacité de financer des investissements productifs sont les banques de dépôts, c'est-à-dire celles qui collectent l'épargne ; or, la loi de 1945 limite leurs crédits à deux ans au maximum. 
Des décrets pris en 1966 et 1967 entament une libéralisation économique avec l'autorisation des banques de dépôt à accorder des crédits de moyen et long terme. Ils facilitent leur prise de participation dans les entreprises. La montée en puissance des banques permet des fusions et des acquisitions : les banques d'affaires passent, de 1946 à 1975, de 43 à 17, et les banques provinciales de 245 à 63. Le secteur public bancaire continue d'être d'une grande importance dans l'économie : en 1981, il représente 10% du chiffre d'affaires des sociétés non financières, 30% des investissements et 25% des importations.